# Henri Verdun
Henri Verdun (parfois crédité Henry Verdun) est un compositeur français, de son vrai nom Maurice Joseph Castelain, né à Roubaix (Département du Nord) le 9 août 1895, mort à Paris (16e) le 25 juin 1977.

## Biographie
De 1930 à 1958, il est l'auteur de nombreuses musiques de films, collaborant notamment, à plusieurs reprises, avec les réalisateurs Abel Gance, Christian-Jaque, André Berthomieu ou Fernand Rivers.
On lui doit aussi les musiques de plusieurs opérettes.

## Filmographie complète

### Années 1930
- 1930 : La Douceur d'aimer ou Mon cousin Albert de René Hervil
- 1930 : La Femme et le Rossignol d'André Hugon
- 1931 : Gagne ta vie d'André Berthomieu
- 1931 : Les Galeries Lévy et Cie ou Les Galeries Washington d'André Hugon
- 1931 : Mon cœur et ses millions de Modeste Arveyres
- 1931 : Le Faux Millionnaire (Falska millionären) de Paul Merzbach (version suédoise de Mon cœur et ses millions)
- 1932 : Azaïs de René Hervil
- 1932 : Le Coffret de laque de Jean Kemm
- 1933 : Les Ailes brisées  d'André Berthomieu
- 1933 : La Pouponnière de Jean Boyer
- 1933 : Le Sexe faible de Robert Siodmak
- 1933 : Professeur Cupidon ou Le Prof ingénu de Robert Beaudoin et André Chemel
- 1933 : Le Maître de forges d'Abel Gance et Fernand Rivers
- 1934 : Poliche d'Abel Gance
- 1935 : Napoléon Bonaparte d'Abel Gance (musique additionnelle pour la version sonore du Napoléon d'Abel Gance de 1927)
- 1936 : Bichon de Fernand Rivers
- 1936 : L'Assaut de Pierre-Jean Ducis
- 1936 : La Flamme d'André Berthomieu
- 1936 : Jeunes Filles de Paris de Claude Vermorel
- 1937 : Les Pirates du rail de Christian-Jaque
- 1937 : Monsieur Breloque a disparu de Robert Péguy
- 1937 : Les Chevaliers de la cloche de René Le Hénaff
- 1937 : Boissière de Fernand Rivers
- 1938 : Ernest le rebelle de Christian-Jaque
- 1938 : Le Voleur de femmes d'Abel Gance
- 1938 : Quatre Heures du matin de Fernand Rivers
- 1938 : La Piste du sud de Pierre Billon
- 1938 : J'accuse d'Abel Gance
- 1938 : Les Disparus de Saint-Agil de Christian-Jaque
- 1939 : Courrier d'Asie d'Oscar-Paul Gilbert
- 1939 : Le Veau gras de Serge de Poligny
- 1939 : Le Déserteur de Léonide Moguy
- 1939 : Les Trois Tambours ou Les 3 Tambours de Maurice de Canonge

### Années 1940
- 1940 : Campement 13 de Jacques Constant
- 1941 : L'Enfer des anges de Christian-Jaque
- 1941 : L'Assassinat du Père Noël de Christian-Jaque
- 1942 : Mam'zelle Bonaparte de Maurice Tourneur
- 1942 : Dernière Aventure de Robert Péguy
- 1942 : Les affaires sont les affaires de Jean Dréville
- 1943 : La Grande Marnière de Jean de Marguenat
- 1943 : L'Homme sans nom de Léon Mathot
- 1943 : Port d'attache de Jean Choux
- 1943 : Coup de feu dans la nuit de Robert Péguy
- 1943 : Donne-moi tes yeux ou La Nuit blanche de Sacha Guitry
- 1944 : La Rabouilleuse de Fernand Rivers
- 1945 : L'assassin n'est pas coupable de René Delacroix
- 1945 : J'ai dix-sept ans d'André Berthomieu
- 1945 : La Route du bagne de Léon Mathot
- 1945 : Sortilèges de Christian-Jaque
- 1945 : Cyrano de Bergerac de Fernand Rivers
- 1945 : Bifur 3 de Maurice Cam
- 1946 : Les J3 de Roger Richebé
- 1946 : Parade du rire de Roger Verdier
- 1946 : Désarroi de Robert-Paul Dagan
- 1947 : Les Amants du pont Saint-Jean de Henri Decoin
- 1947 : La Grande Maguet de Roger Richebé
- 1947 : Le Fugitif de Robert Bibal
- 1948 : Le Maître de forges de Fernand Rivers
- 1948 : Toute la famille était là de Jean de Marguenat
- 1948 : Le Cavalier de Croix-Mort de Lucien Ganier-Raymond
- 1948 : Le Dolmen tragique de Léon Mathot
- 1949 : Tous les deux de Louis Cuny
- 1949 : Ces Dames aux chapeaux verts de Fernand Rivers
- 1949 : La Femme nue d'André Berthomieu
- 1949 : L'Auberge du péché de Jean de Marguenat
- 1949 : Monseigneur de Roger Richebé

### Années 1950
- 1950 : Tire au flanc de Fernand Rivers
- 1951 : Gibier de potence d'André Baud et Roger Richebé
- 1952 : La Fugue de monsieur Perle de Pierre Gaspard-Huit et Roger Richebé
- 1953 : La Marche glorieuse de Pierre Gaspard-Huit et William Magnin (documentaire)
- 1953 : Les Amants de minuit de Roger Richebé
- 1954 : Le Grand Pavois de Jack Pinoteau
- 1955 : La Tour de Nesle d'Abel Gance
- 1956 : Magirama, suite de courts métrages d'Abel Gance et Nelly Kaplan
- 1956 : Le Sang à la tête de Gilles Grangier
- 1957 : Élisa de Roger Richebé
- 1957 : Que les hommes sont bêtes de Roger Richebé
- 1958 : Sacrée Jeunesse d'André Berthomieu

## Opérettes
(l'année indiquée est celle de la création)
- 1926 : La Reine de Montmartre, musique de Rogelio Huguet et H. Verdun, livret de Jean Bonnot et Raymond Philippon (Lausanne - Suisse -, Bel Air)
- 1928 : L'Hostellerie de la vertu, musique de H. Verdun, livret de Jean Guitton, avec Yvette Guilbert, Marcel Simon (Paris, Eldorado)
- 1929 : Pochette surprise, musique de H. Verdun, livret de Jean Boyer, avec Marguerite Pierry, Marcel Simon (Paris, Eldorado)
- 1932 : La Pouponnière, musique de Casimir Oberfeld et H. Verdun, lyrics d'Albert Willemetz, livret de Charles-Louis Pothier et René Pujol, avec Davia, Françoise Rosay, Julien Carette (Paris, Théâtre des Bouffes-Parisiens ; adaptation au cinéma en 1933 : voir filmographie ci-dessus)